# Fringíl·lids
Els fringíl·lids són una família d'ocells passeriformes, les espècies de la qual són de mides mitjanes o petites i popularment molt coneguts.
Solen posseir un fort bec, generalment cònic, que en algunes espècies pot ser de considerable longitud. Tenen una manera de volar característica, basada en ondulacions. Solen niar en arbres, per la qual cosa són més comuns en boscos. Pertanyen a aquesta família els canaris, les caderneres o els pinsans, entre molts altres.

## Morfologia
- Bec cònic, massís i més curt que el cap.
- Cua de dotze timoneres truncada o bé amb una lleugera fenedura.
- Plomatge de colors generalment molt vius.
- Tenen dimorfisme sexual.

## Reproducció
La femella construeix el niu obert en forma de copa.

## Alimentació
Es nodreixen de gra.

## Distribució geogràfica
Habiten arreu de la Terra, excepte a Oceania, Madagascar i l'Antàrtida.

## Costums
Es caracteritzen per llur vol que és ondulant. Són gregaris i migradors.

## Observacions
Es troben sovint en captivitat, ja que són molt apreciats com a ocells de gàbia, sia per la bellesa del seu cant melodiós, sia per la del plomatge, o per ambdues alhora, i per la facilitat amb què s'adapten a la domesticitat.

## Taxonomia
La sistemàtica d'aquesta família és complicada. Tradicionalment aquests ocells han estat classificats en tres subfamílies, fringil·lins (Fringillinae), carduelins (Carduelinae) i drepanidins (Drepanidinae). En època posterior s'ha separat el gènere Urocynchramus en la seva pròpia família i s'han incorporat als fringíl·lids els gèneres Euphonia i Chlorophonia (fins al moment inclosos als tràupids), situant-los sovint a una quarta subfamília (Euphoninae). Els frigíl·lids hawaians són avui considerats una tribu dins els carduelins arran els treballs de Zuccon et el 2012. La classificació del COI (versió 11.1, 2021) contempla 50 gèneres amb 230 espècies, dins aquesta família:
- Subfamília Fringillinae.
  - Gènere Fringilla, amb quatre espècies.
- Subfamília Carduelinae.
  - Tribu Coccothraustini.
    - Gènere Mycerobas, amb 4 espècies.
    - Gènere Hesperiphona, amb dues espècies.
    - Gènere Coccothraustes, amb una espècie: durbec comú (Coccothraustes coccothraustes)
    - Gènere Eophona, amb dues espècies.

  - Tribu Pyrrhulini.
    - Gènere Pinicola, amb una espècie: pinsà dels pins (Pinicola enucleator)
    - Gènere Pyrrhula, amb 8 espècies.
    - Gènere Rhodopechys, amb dues espècies.
    - Gènere Bucanetes, amb dues espècies.
    - Gènere Agraphospiza, amb una espècie: pinsà rosat de Blanford (Agraphospiza rubescens)
    - Gènere Callacanthis, amb una espècie: pinsà d'ulleres (Callacanthis burtoni)
    - Gènere Pyrrhoplectes, amb una espècie: pinsà de clatell daurat (Pyrrhoplectes epauletta)
    - Gènere Procarduelis, amb una espècie: pinsà rosat dorsifosc (Procarduelis nipalensis)
    - Gènere Leucosticte, amb 6 espècies.

  - Tribu Carpodacini.
    - Gènere Carpodacus, amb 27 espècies.

  - Tribu Drepanidini.
    - Gènere Melamprosops, amb una espècie: poo-uli (Melamprosops phaeosoma)
    - Gènere Paroreomyza, amb tres espècies.
    - Gènere Oreomystis, amb una espècie: akikiki de Kauai (Oreomystis bairdi)
    - Gènere Telespiza, amb dues espècies.
    - Gènere Loxioides, amb una espècie: palila de Hawaii (Loxioides bailleui)
    - Gènere Rhodacanthis, amb dues espècies.
    - Gènere Chloridops, amb una espècie: durbec de Kona (Chloridops kona)
    - Gènere Psittirostra, amb una espècie: ou (Psittirostra psittacea)
    - Gènere Dysmorodrepanis, amb una espècie: drepanis de Munro (Dysmorodrepanis munroi)
    - Gènere Drepanis, amb tres espècies.
    - Gènere Ciridops, amb una espècie: ula-ai-hawane (Ciridops anna)
    - Gènere Palmeria, amb una espècie: akohekohe (Palmeria dolei)
    - Gènere Himatione, amb dues espècies.
    - Gènere Viridonia, amb una espècie: amakihi gros (Viridonia sagittirostris)
    - Gènere Akialoa, amb 4 espècies.
    - Gènere Hemignathus, amb 4 espècies.
    - Gènere Pseudonestor, amb una espècie: kiwikiu (Pseudonestor xanthophrys)
    - Gènere Magumma, amb una espècie: anianiau (Magumma parva)
    - Gènere Loxops, amb 5 espècies.
    - Gènere Chlorodrepanis, amb tres espècies.

  - Tribu Carduelini.
    - Gènere Haemorhous, amb tres espècies.
    - Gènere Chloris, amb 6 espècies.
    - Gènere Rhodospiza, amb una espècie: pinsà del desert (Rhodospiza obsoleta)
    - Gènere Rhynchostruthus, amb tres espècies.
    - Gènere Linurgus, amb una espècie: pinsà oriolí (Linurgus olivaceus)
    - Gènere Crithagra, amb 37 espècies.
    - Gènere Linaria, amb 4 espècies.
    - Gènere Acanthis, amb tres espècies.
    - Gènere Loxia, amb 6 espècies.
    - Gènere Chrysocorythus, amb una espècie: gafarró muntanyenc (Chrysocorythus estherae)
    - Gènere Carduelis, amb tres espècies.
    - Gènere Serinus, amb 8 espècies.
    - Gènere Spinus, amb 20 espècies.
- Subfamília Euphoniinae.
  -     - Gènere Euphonia, amb 29 espècies.
    - Gènere Chlorophonia, amb 5 espècies.

## Galeria d'imatges
- Euphonia violacea
- Fringilla teydea
- Passerell golanegre (Carduelis flammea)
- Carduelis cucullata
- Trencapinyes mascles (Loxia curvirostra) fotografiats a Oregon (Estats Units)
- Pinsà dels pins (Pinicola enucleator)
- Leucosticte tephrocotis fotografiat a Minnesota (Estats Units)
- Leucosticte arctoa
- Carduelis barbata fotografiat a Xile
- Mascle de Carduelis magellanica fotografiat al Brasil
- Mascle de pinsà de les Açores (Fringilla coelebs moreletti) fotografiat a l'illa de São Miguel